# Роггвіль (Тургау)
Роггвіль (нім. Roggwil TG) — громада  в Швейцарії в кантоні Тургау, округ Арбон.

## Географія
Громада розташована на відстані близько 160 км на північний схід від Берна, 38 км на схід від Фрауенфельда.
Роггвіль має площу 12 км², з яких на 14,4% дозволяється будівництво (житлове та будівництво доріг), 73,9% використовуються в сільськогосподарських цілях, 11,4% зайнято лісами, 0,3% не є продуктивними (річки, льодовики або гори).

## Демографія
2019 року в громаді мешкало 3095 осіб (+6,9% порівняно з 2010 роком), іноземців було 10,8%. Густота населення становила 257 осіб/км².
За віковим діапазоном населення розподілялося таким чином: 23,3% — особи молодші 20 років, 60,5% — особи у віці 20—64 років, 16,2% — особи у віці 65 років та старші. Було 1180 помешкань (у середньому 2,6 особи в помешканні).
Із загальної кількості 1541 працюючого 171 був зайнятий в первинному секторі, 724 — в обробній промисловості, 646 — в галузі послуг.